# Printemps (film)
Pour les articles homonymes, voir Printemps (homonymie).
Pour plus de détails, voir Fiche technique et Distribution.
Printemps (en estonien : Kevade) est un film estonien en noir et blanc réalisé par Arvo Kruusement, adapté du roman populaire homonyme d'Oskar Luts et sorti en 1969.
Le film est classé en première position par les critiques et journalistes estoniens de cinéma dans les dix meilleurs longs métrages estoniens lors du sondage effectué en 2002. Il est considéré comme un « classique » du cinéma estonien.
En 1970, en Estonie, le film a comptabilisé quelque 558 000 entrées, alors de la population totale du pays était de 1,36 million habitants. Dans l'ensemble de l'Union soviétique, 8,1 millions de spectateurs ont vu le film en date de l'année 1971. Le film est ressorti en Estonie le 13 avril 2006.
Le film a connu deux suites toujours réalisées par Arvo Kruusement : Été (Suvi) en 1976 et Automne (Sügis) en 1990. Les deux films ont été tournés avec les mêmes acteurs, qui ont donc 7 ans et 21 ans de plus que dans Printemps.

## Fiche technique
- Titre : Printemps
- Titre original : Kevade
- Réalisation : Arvo Kruusement
- Scénario : Kaljo Kiisk, Voldemar Panso
- Photographie : Harry Rehe
- Directeur artistique : Linda Vernik, Maria Elts, Marcella Sivadi
- Musique : Veljo Tormis
- Chef d'orchestre : Eri Klas (Orchestre symphonique national estonien)
- Montage : Ludmilla Rozenthal
- Son : Harald Läänemets
- Costumes : Krista Kajandu
- Maquilleur : Rostislav Nikitin
- Camera : Alfred Eljas, Enn Putnik
- Assistants réalisateurs : Heiki Roots, Mall Jaakson
- Format : Mono - noir et blanc
- Pays de production :  Union soviétique
- Production : Kullo Must
- Studio : Tallinnfilm
- Budget de production (estimation) : 300 000 roubles[1]

## Distribution
- Arno Liiver : Arno Tali
- Riina Hein : Raja Teele
- Aare Laanemets : Joosep Toots
- Margus Lepa : Georg Adniel Kiir
- Ain Lutsepp : Tõnisson
- Leonhard Merzin : l'enseignant Laur
- Endel Ani : secrétaire paroissial ou Julk-Jüri
- Kaljo Kiisk : Kristjan Lible
- Rein Aedma : Jaan Imelik
- Kalle Eomois : Kuslap
- Ervin Abel : Papa Kiir

## Production
Le film a été tourné à Palamuse, qui est située dans la région qui a servi de modèle pour le « Paunvere » d'Oskar Luts.